# 三井芦別鉄道
三井芦別鉄道（みついあしべつてつどう）は、北海道芦別市で鉄道事業を行っていた鉄道事業者、あるいは同社が運営した芦別駅と頼城駅（玉川停留場）を結ぶ鉄道路線（三井芦別鉄道線）である。

## 路線データ
- 路線距離（営業キロ）：芦別 - 頼城（玉川間） 9.9 km[1][2]
- 軌間：1,067 mm
- 駅数：12駅（起終点駅含む）
- 複線区間：なし（全線単線）
- 電化区間：なし（全線非電化）
- 閉塞方式：タブレット閉塞
- 交換駅 : 4駅（三井芦別駅、中の丘駅、緑泉駅、頼城駅）

## 運行形態
専用鉄道時代には滝川機関区の蒸気機関車が石炭列車と便乗扱いの客車の運行に当たった。地方鉄道化後は混合列車が主体となったが、気動車導入により最盛期には女性車掌が乗務し一日20数往復した。末期は数往復の貨物列車が運行されていた。

## 歴史
1940年（昭和15年）12月開業の三井鉱山芦別専用鉄道（芦別 - 西芦別・後の三井芦別）が、その後延長され1949年（昭和24年）1月に三井鉱山株式会社芦別鉄道（芦別 - 頼城間）として地方鉄道に改組・開業したものである。
専用鉄道時代は滝川機関区の機関車が入線し石炭輸送に当たったが、地方鉄道化により機関車が増備された。1958年（昭和33年）1月には気動車3両が導入され旅客輸送の近代化が図られ、また炭鉱の合理化に伴い鉄道部門は1960年（昭和35年）10月に三井芦別鉄道株式会社として分離・独立した。1964年（昭和39年）11月には貨物部門の輸送力増強のために国鉄DD13形と同等の社形ディーゼル機関車が導入された。一方旅客部門は炭鉱合理化に伴う沿線人口の減少、並行バス路線の充実により、1972年（昭和47年）5月末に運行を取り止めた。残った石炭輸送も、三井芦別炭鉱の合理化に伴い1989年（平成元年）3月に廃止され、炭鉱自体も1992年（平成4年）9月に閉山となった。
- 1940年（昭和15年）11月25日：三井鉱山専用鉄道 下芦別（現在の芦別） - 西芦別（のちの三井芦別）間4.1 km開業。西芦別駅開業。
- 1942年（昭和17年）5月5日：旅客扱い開始。同時に社芦別駅開業。
- 1945年（昭和20年）12月15日：三井鉱山専用鉄道 西芦別 - 頼城間5.0 km開業[1]。緑泉駅、頼城駅開業。
- 1946年（昭和21年）9月27日：社芦別駅廃止。
- 1949年（昭和24年）
  - 1月20日：三井鉱山芦別鉄道として地方鉄道に改組[1]。下芦別駅を芦別駅に、西芦別駅を三井芦別駅に改称。
  - 9月15日：中の丘駅開業。
- 1958年（昭和33年）
  - 1月：気動車3両を導入し客貨分離を図る
  - 1月20日：高校通り停留場、山の手町停留場、入山停留場、幸町停留場、西町アパート前停留場、芦の湯前停留場開業。
- 1959年（昭和34年）?月?日：頼城駅構内に玉川停留場が開業（駅間0.8 km）。
- 1960年（昭和35年）10月1日：三井鉱山芦別鉄道が三井芦別鉄道に譲渡される
- 1964年（昭和39年）11月：50 t ディーゼル機関車導入。
- 1972年（昭和47年）6月1日：旅客営業廃止[1]。気動車全廃[1]。停留場は事実上休止。
- 1989年（平成元年）3月26日：芦別 - 頼城（玉川）間地方鉄道事業廃止（廃線）[1]。全駅・停留場廃止。

## 駅一覧
芦別駅 - 高校通り停留場 - 山の手町停留場 - 三井芦別駅 - 入山停留場 - 中の丘駅 - 幸町停留場 - 緑泉駅 - 西町アパート前停留場 - 芦の湯前停留場 - 頼城駅 - 玉川停留場

## 接続路線
- 芦別駅：根室本線

## 輸送・収支実績
| 年度 | 旅客輸送人員（人） | 貨物輸送数量（トン） | 鉄道業営業収入（千円） | 鉄道業営業費（千円） |
| ---- | ------------------ | -------------------- | ---------------------- | -------------------- |
| 1952 | 2,478,527          | 780,791              |                        |                      |
| 1958 | 3,612千            | 631,630              |                        |                      |
| 1963 | 2,309千            | 1,047,611            |                        |                      |
| 1966 | 1,943千            | 1,458,731            |                        |                      |
|      |                    |                      |                        |                      |
| 1979 |                    | 768,266              | 355,629                | 303,360              |
| 1980 |                    |                      |                        |                      |
| 1981 |                    |                      |                        |                      |
| 1982 |                    | 720,600              | 365,846                | 350,790              |
| 1983 |                    |                      |                        |                      |
| 1984 |                    | 718,566              | 358,451                | 339,460              |
| 1985 |                    | 754,166              | 390,482                | 366,375              |
| 1986 |                    | 576,549              | 308,208                | 301,746              |
| 1987 |                    | 587,836              | 317,051                | 305,812              |
| 1988 |                    | 434,469              | 268,351                | 276,857              |

- 地方鉄道軌道統計年報1952年、私鉄統計年報1958.1963.1966年、民鉄主要統計『年鑑世界の鉄道』1983年『年鑑日本の鉄道』1985年、1987年-1991年

## 車両

### 蒸気機関車
- 5542 → 1 II - 元鉄道省5542で、1939年に三井鉱山が譲受して福岡県の三井三池鉱業所で使用後、1941年9月に当鉄道に移動した。1897年英ベイヤー・ピーコック製（製造番号 3913）の車軸配置4-4-0(2B)テンダー機関車。1942年5月に使用開始され、1959年3月30日に廃車。
- 1 I → 2 - 元鉄道省630で、1926年12月に江若鉄道が譲受けて9として使用後、1942年2月13日付で当鉄道が譲受し2としたもの（認可上は江若鉄道4）。1894年英ナスミス・ウィルソン製（製造番号 448）の車軸配置2-4-2(1B1)タンク機関車。1953年9月29日（5月29日?）に廃車。
- 3 - 元鉄道省1420で、1925年に渡島海岸鉄道が譲受して使用後、1946年8月に当鉄道が譲受し3としたもの。1897年独クラウス製（製造番号 3662）の車軸配置0-6-0(C)タンク機関車。1952年6月24日に廃車。
- 9600-1 - 元国鉄39694で、1920年川崎造船所製（製造番号 547）の車軸配置2-8-0(1D)過熱式テンダー機関車。1949年12月譲受。1960年8月3日に廃車。廃車後、走り装置は9600-2のボイラーと組み合わせて、いわゆる共食い整備が行われたという。
- 9600-2 - 元国鉄59616で、1921年川崎造船所製（製造番号 715）の車軸配置2-8-0(1D)過熱式テンダー機関車。1952年5月17日譲受。1965年5月6日に廃車。
- C11-1 - 日本国有鉄道（国鉄）C11形の同形機。1947年4月24日日本車輌製造製（製造番号 1475）の車軸配置2-6-4(1C2)過熱式タンク機関車。1958年9月6日三井鉱山奈井江専用鉄道に移動。
- C11-2 - 1947年4月29日日本車輌製造製（製造番号 1476）の車軸配置2-6-4(1C2)過熱式タンク機関車。1958年9月6日三井鉱山奈井江専用鉄道に移動。
- C11-3 - 1947年4月30日日本車輌製造製（製造番号 1477）の車軸配置2-6-4(1C2)過熱式タンク機関車。1950年8月10日三井鉱山奈井江専用鉄道に移動。
- C58-1 - 国鉄C58形の同形機。1948年12月8日汽車製造（製造番号 2591）の車軸配置2-6-2(1C1)過熱式テンダー機関車。1967年3月5日廃車。
- C58-2 - 1948年12月8日汽車製造製（製造番号 2592）の車軸配置2-6-2(1C1)過熱式テンダー機関車。1971年3月31日廃車。

### ディーゼル機関車
車籍を得たものとしては、車軸配置B-Bの50 t機である50DL形(DD501・DD502)と56 t機の50DL-T1形(DD503)の3両が存在した。いずれも、エンジンにDMF31SB(500 PS/1,500 rpm)2基、変速機に新潟鐵工所のDGB138を組み合わせた国鉄DD13形の準同形機である。外観上、縦2灯2組の4灯とされた前照灯や運転台前後のひさし、側面に設けられた乗務員扉が特徴的である。DD501とDD502は、1960年代に列車の無煙化のため新製投入されたものであるが、DD503は廃線間近の1986年に新製投入されたことが特筆される。いずれも1988年の廃線まで使用された。
- DD501 - 1964年10月、富士重工業製。現在は、炭山川橋梁橋上に保存されている（後節参照）。
- DD502 - 1966年10月、富士重工業製。
- DD503 - 1986年7月、新潟鐵工所製。自重が増したことにより、牽引力が12,500 kgから16,800 kgに増加している。廃線後は、1989年に京葉臨海鉄道に譲渡され、KD501となった。2000年3月廃車。

### 気動車
1958年1月に客貨分離のため新潟鐵工所製のキハ100形（101・102・103）が新製投入された。夕張鉄道キハ251とほぼ同形の湘南型前面をもつ20m級両運転台式の総括制御可能な液体式ディーゼル動車で、エンジンはDMH-17BX(180 PS/1,500 rpm)、台車はアーチバー式のNH-30である。窓配置はd2D7D2dで、側窓は上段がHゴム固定のいわゆるバス窓である。通風器は夕張鉄道キハ251のガーランド形に対して押込み形であった。座席は中央部3区画をボックスシートとしたセミクロスシートで、定員は114人（座席72人）。1972年の旅客営業廃止後は、関東鉄道鉾田線（後の鹿島鉄道）に譲渡され、キハ710形（711・712・713）となった。713は1991年12月に、残りの2両は1992年12月まで使用された。

### 客車（気動付随車）
旅客営業廃止直前時点で、ホハ10・ナハニ1・ナハニ2の3両のボギー客車が在籍した。いずれもキハ100形の中間車として使用するため、総括制御回路を引通しており、実質的に気動付随車といえるものであった。
- ホハ10 - 1941年9月に購入したフホハ1 → ホハフ1（1921年日本車輌製造製の元飯山鉄道フホハ2。鉄道院基本形客車準拠）を、1956年1月に自社で半鋼製車体に更新した自重21.5 tの15 m級客車である。窓配置は3D2222D3で、切妻の妻面には貫通扉が設けられていた。1958年1月、総括制御用回路を引通した。1971年3月31日廃車。
- ナハニ1・ナハニ2・ナハニ3 - 1948年10月、地方鉄道転換に際して日本鉄道自動車で復旧した戦災国電を購入した自重25 tの17 m級客車で、旧番号はモハ31036・モハ31052（モハ31070との説もあり）・モハ31104とされている。いずれも基本的な窓配置は国電時代と変わらず2D22D22D2であるが、中央の扉には1960年にステップを設けている。屋根は切妻とされ、妻面も非貫通化されるとともに幕板に通風器を設けている。入線時はモハ3600形（サハ1・サハ2・サハ3）と称したが、1957年12月に気動車の中間連結用として総括制御用回路の引通しを設けるとともに車体の一端に荷物室と暖房用ボイラーを設置し、ナハニ1 - ナハニ3に改番した。なお改番からしばらくは形式表記がモハ3600のままであった。ナハニ3は1964年9月30日に余剰廃車。ナハニ1は1970年3月30日、ナハニ2は1971年1月30日に廃車されている。

### 客車
- ハフ2 ← ハ2 - 専用鉄道開業時に飯山鉄道ハ51を購入した二軸客車。元は1902年10月東京車輛製の東武鉄道は29で、東上鉄道、飯山鉄道を経て1942年に入線した。窓配置はD10D。1950年2月15日廃車。
- ニ1 ← フハ3 - 1951年5月にフハ3を改造して製作された二軸荷物車。1956年に鋼体化され、有蓋貨車然としたスタイルとなった。元胆振縦貫鉄道フハ3で、1944年4月20日付で購入したものの、認可申請を怠り、入籍したのは1949年7月であった。廃車は1961年10月17日である。
- フハ4 - 出自不明の二軸客車で、未入籍車であった。渡島海岸鉄道のハ1・ハ2に極めて似ており、同社の放出車のうち唯一行方の知れないハ2である可能性が極めて高い。国鉄旭川工場に修理入場中の1947年5月4日に焼失し、未入籍のまま同年7月18日に廃車届が提出されている。
- ニ2 - 1955年12月にワフ7を改造した二軸荷物客車。廃車は1961年10月17日である。
- ナハ1 - 1951年に国鉄ナユニ5363を購入し、自社で客用化したもので、1909年3月鉄道院神戸工場製の木製二軸ボギー客車である。窓配置は212332221D。1955年5月31日付で車体を撤去し、無蓋貨車（長物車）リ10に改造された。
- ナハフ1 - 1955年8月に国鉄ナハフ14405を譲り受けたもので、1911年3月鉄道院大宮工場製の木製二軸ボギー客車である。1958年7月12日付で三井鉱山奈井江専用鉄道に転出した。
- スハ1 - 1950年12月26日付で国鉄マユニ29003を譲り受けたもので、1951年1月25日付で三等客車として改造竣工した、1921年10月日本車輌製造製の木製三軸ボギー客車である。窓配置はD2113333211D。車内はロングシートであった。1958年7月12日付で三井鉱山奈井江専用鉄道に転出した。
- スハ2 - 1956年12月24日付で国鉄オル19957を譲り受けたもので、1957年12月11日付で三等客車として改造竣工した、1920年3月日本車輌製造製の木製三軸ボギー客車である。窓配置はD11122221221D。車内はロングシートであった。1958年7月12日付で三井鉱山奈井江専用鉄道に転出した。

## 保存車両・施設
かつての入山駅 - 中の丘駅間に架かる炭山川橋梁に、ディーゼル機関車DD501と石炭貨車セキ3000が保存展示されている。過去には定期的に塗り直しており、冬季は鉄橋から地上区間に移動のうえで保管していたが、2019年時点では行われておらず車両は劣化している。芦別駅から、空知交通バス（北海道中央バス芦別営業所廃止代替バス）頼城線に乗車、西芦6丁目バス停下車徒歩5分。
炭山川橋梁自体も、2009年（平成21年）1月22日に国の登録有形文化財に登録された。